# WellCare Health
WellCare Health est une compagnie d'assurances médicale américaine.

## Histoire
En novembre 2016, WellCare Health annonce l'acquisition de Universal American pour 600 millions de dollars.
En mars 2019, Centene Corporation annonce l'acquisition de WellCare pour 15,3 milliards de dollars (ou 17,3 milliards de dollars), puis en septembre 2021, Centene consolide ses offres Medicare (distribuées dans 33 États américains) sous la marque unique Wellcare.

## Activités
- Medicaid Health Plans : programme fédéral de soins de santé destiné aux familles et aux personnes à faibles revenus (3 931 000 membres).
- Medicare Health Plans : programme fédéral de soins de santé destiné pour les personnes âgées et pour les personnes handicapées (545 000 membres).
- Medicare Prescription Drug Plans : plan de prise en charge des médicaments délivrés sur ordonnance (1 057 000 membres).

## Principaux actionnaires
Au 2 janvier 2020:
| The Vanguard Group            | 10,8% |
| Fairholme Capital Management  | 7,10% |
| T. Rowe Price Associates      | 6,71% |
| Capital Research & Management | 4,39% |
| SSgA Funds Management         | 4,23% |
| Wellington Management         | 4,04% |
| FrontPoint Partners           | 2,80% |
| OrbiMed Advisors              | 2,48% |
| BlackRock Fund Advisors       | 2,45% |